# Мадеко, Алексей Агеевич
Алексей Агеевич Мадеко (1893, Могилевская губерния — 27 апреля 1938, Владивосток) — советский партийный и государственный деятель, ответственный секретарь Сретенского окружного комитета ВКП(б) (1926—1927).

## Биография
Член РСДРП(б) с августа 1917 года.
В 1926—1927 (?) гг. — ответственный секретарь Сретенского окружного комитета ВКП(б).
В 1937 г. занимал должность заведующего Владивостокским городским земельным отделом.
Был избран делегатом XIV конференции РКП(б) (1925, с совещательным голосом), XV съезда ВКП(б) (1927, с решающим голосом).
14 августа 1937 г. был арестован; исключён из ВКП(б). 27 апреля 1938 г. Военной коллегией Верховного суда приговорён к высшей мере наказания по обвинению в антисоветской деятельности; расстрелян в тот же день.
Реабилитирован 30 мая 1957 г. определением Верховного суда СССР.